# Gatto casanova
Gatto casanova (Casanova Cat) è un film del 1951 diretto da William Hanna e Joseph Barbera. Il cartone animato è il cinquantacinquesimo cortometraggio della serie Tom & Jerry. Distribuito il 16 gennaio del 1951, è l'unico corto in cui Mammy Due Scarpe fa un breve cameo come cameriera.

## Trama
Dopo aver letto su un giornale che Toodles Galore è entrata in eredità di un milione di dollari, Tom decide di andarla a trovare portando tra i suoi doni anche Jerry. Il topo difatti non è un ospite, ma viene trattato dal malefico gatto come una marionetta per far colpo su di Toodles. Così decide di vendicarsi lanciando il giornale con la notizia dell'eredità di Toodles in un bidone dei rifiuti dove riposa allegramente Butch. Quest'ultimo si reca subito in casa dell'incantevole gatta per conquistarla portando Tom in gelosia. Nasce così una violenta battaglia tra i due gatti che tuttavia non li vedrà vincitori: infatti alla fine Toodles scappa in limousine con Jerry, il quale le dà un bacio.

## Censura
In una sequenza estratta dal film, per far colpo su Toodles, Tom inizia a fare uso di sigaro e subito dopo annerisce il viso di Jerry con il fumo facendolo comparire in blackface e danzare su un piatto bollente. Jerry riesce in seguito a liberarsi dalle sue grinfie chiudendogli la coda in un posacenere automatico. Questa scena è stata rimossa da molte emittenti TV statunitensi (soprattutto dalla Cartoon Network) al fine non solo di evitare polemiche di stereotipi ma anche di cancellare i temi scorretti della violenza e dell'esaltazione del fumo. Per tale ragione il 10 settembre 2007 la Warner Bros. annunciò che Il collaboratore domestico e Gatto casanova sarebbero stati esclusi dal terzo volume della collana DVD Tom and Jerry Spotlight Collection a causa delle scene contenenti stereotipi razziali.. Nell'edizione italiana il corto viene al momento messo in onda senza tagli.